# Michel Costa da Silva
Michel Costa da Silva (Rio de Janeiro, 20 dicembre 2001) è un calciatore brasiliano, centrocampista del Felgueiras 1932.

## Carriera
Michel è cresciuto nel settore giovanile del Botafogo, dove ha giocato dal 2013 al 2020. Nel 2021 si è trasferito al N.E. Revolution che lo ha assegnato alla sua seconda squadra in USL League One. Ha debuttato il 17 aprile nell'incontro perso 3-0 contro i Richmond Kickers. Un anno più tardi ha segnato il suo primo gol nel successo per 3-1 contro il Rochester N.Y. in MLS Next Pro.
Il 31 gennaio 2023 è stato acquistato dall'Estoril Praia, che a partire dalla stagione 2023-2024 lo ha promosso in prima squadra.

## Statistiche

### Presenze e reti nei club
Statistiche aggiornate al 4 febbraio 2024.
| Stagione        | Squadra            | Campionato      | Campionato | Campionato | Coppe nazionali | Coppe nazionali | Coppe nazionali | Coppe continentali | Coppe continentali | Coppe continentali | Altre coppe | Altre coppe | Altre coppe | Totale | Totale | Totale |
| Stagione        | Squadra            | Comp            | Pres       | Reti       | Comp            | Pres            | Reti            | Comp               | Pres               | Reti               | Comp        | Pres        | Reti        | Pres   | Reti   |        |
| --------------- | ------------------ | --------------- | ---------- | ---------- | --------------- | --------------- | --------------- | ------------------ | ------------------ | ------------------ | ----------- | ----------- | ----------- | ------ | ------ | ------ |
| 2021            | N.E. Revolution II | USL1            | 21         | 0          |                 | -               | -               |                    | -                  | -                  |             | -           | -           | 21     | 0      |        |
| 2022            | N.E. Revolution II | MNP             | 24         | 2          |                 | -               | -               |                    | -                  | -                  |             | -           | -           | 24     | 2      |        |
| 2023-2024       | Estoril Praia      | PL              | 8          | 0          | CP+CdL          | 0               | 0               |                    | -                  | -                  |             | -           | -           | 8      | 0      |        |
| Totale carriera | Totale carriera    | Totale carriera | 53         | 2          |                 | 0               | 0               |                    | -                  | -                  |             | -           | -           | 53     | 2      |        |